# 4 Hours of Portimão 2024

Tor Autódromo Internacional do Algarve

4 Hours of Portimão 2024 – długodystansowy wyścig samochodowy, który odbył się 19 października 2024 roku jako ostatnia runda sezonu 2024 serii European Le Mans Series.

## Uczestnicy
Lista startowa została opublikowana 9 października i zawierała 43 zgłoszenia w 4 kategoriach – 14 w LMP2, 8 w LMP2 Pro/Am, 10 w LMP3 oraz 11 w LMGT3.
Felipe Drugovich powrócił do ścigania w aucie #10 Vector Sport po opuszczeniu poprzedniej rundy Gabriel Aubry dołączył do załogi #27 Nielsen Racing. Cédric Oltramare opuścił załogę #17 COOL Racing przez co Miguel Cristóvão i Manuel Espírito Santo pojechali jako duet. Nicklas Nielsen opuścił ten wyścig z powodu kolidujących obowiązków z racji Ferrari Finali Mondiali odbywającego się w ten sam weekend. François Heriau dołączył do braci Lahaye w składzie załogi #35 Ultimate.

## Harmonogram
| Dzień                     | Godzina | Sesja                                   | Długość   |
| ------------------------- | ------- | --------------------------------------- | --------- |
| Czwartek, 17 października | 11:50   | Pierwsza sesja treningowa               | 90 minut  |
| Czwartek, 17 października | 16:20   | Sesja dla kierowców z brązową kategorią | xy minut  |
| Piątek, 18 października   | 10:10   | Druga sesja treningowa                  | 90 minut  |
| Piątek, 18 października   | 14:45   | Sesja kwalifikacyjna – LMGT3            | xy minut  |
| Piątek, 18 października   | 15:10   | Sesja kwalifikacyjna – LMP3             | xy minut  |
| Piątek, 18 października   | 15:35   | Sesja kwalifikacyjna – LMP2 Pro/Am      | xy minut  |
| Piątek, 18 października   | 16:00   | Sesja kwalifikacyjna – LMP2             | xy minut  |
| Sobota, 19 października   | 14:30   | Wyścig                                  | 4 godziny |
| Źródło                    |         |                                         |           |

## Sesje treningowe
| Klasa                                   | Zespół                        | Samochód                       | Czas           | Okr.           |
| Sesja pierwsza                          | Sesja pierwsza                | Sesja pierwsza                 | Sesja pierwsza | Sesja pierwsza |
| --------------------------------------- | ----------------------------- | ------------------------------ | -------------- | -------------- |
| LMP2                                    | #43 Inter Europol Competition | Oreca 07                       | 1:32,253       | 49             |
| LMP2 Pro/Am                             | #29 Richard Mille by TDS      | Oreca 07                       | 1:32,246       | 49             |
| LMP3                                    | #17 COOL Racing               | Ligier JS P320                 | 1:38,227       | 43             |
| LMGT3                                   | #57 Kessel Racing             | Ferrari 296 LMGT3              | 1:42,759       | 48             |
| Sesja dla kierowców z brązową kategorią |                               |                                |                |                |
| LMP2 Pro/Am                             | #77 Proton Competition        | Oreca 07                       | 1:34,427       | 15             |
| LMP3                                    | #88 Inter Europol Competition | Ligier JS P320                 | 1:40,134       | 9              |
| LMGT3                                   | #85 Iron Dames                | Porsche 911 GT3 R LMGT3 (992)  | 1:43,659       | 15             |
| Sesja druga                             |                               |                                |                |                |
| LMP2                                    | #65 Panis Racing              | Oreca 07                       | 1:31,743       | 46             |
| LMP2 Pro/Am                             | #24 Nielsen Racing            | Oreca 07                       | 1:32,673       | 50             |
| LMP3                                    | #15 RLR MSport                | Ligier JS P320                 | 1:39,334       | 32             |
| LMGT3                                   | #59 Racing Spirit of Léman    | Aston Martin Vantage AMR LMGT3 | 1:42,564       | 43             |

## Kwalifikacje
Pole position w każdej kategorii oznaczone jest pogrubieniem.
| Poz.   | Klasa       | Zespół                        | Kierowca              | Czas     | Strata  | Poz. s. |
| ------ | ----------- | ----------------------------- | --------------------- | -------- | ------- | ------- |
| 1      | LMP2        | #65 Panis Racing              | Charles Milesi        | 1:30,727 | —       | 1       |
| 2      | LMP2        | #37 COOL Racing               | Malthe Jakobsen       | 1:31,109 | +0,382  | 2       |
| 3      | LMP2        | #27 Nielsen Racing            | William Stevens       | 1:31,174 | +0,447  | 3       |
| 4      | LMP2        | #25 Algarve Pro Racing        | Alexander Lynn        | 1:31,206 | +0,479  | 4       |
| 5      | LMP2        | #22 United Autosports         | Benjamin Hanley       | 1:31,341 | +0,614  | 5       |
| 6      | LMP2        | #28 IDEC Sport                | Job van Uitert        | 1:31,433 | +0,706  | 6       |
| 7      | LMP2        | #14 AO by TF                  | Louis Delétraz        | 1:31,474 | +0,747  | 7       |
| 8      | LMP2        | #9 Iron Lynx – Proton         | Matteo Cairoli        | 1:31,481 | +0,754  | 8       |
| 9      | LMP2        | #34 Inter Europol Competition | Clément Novalak       | 1:31,482 | +0,755  | 9       |
| 10     | LMP2        | #43 Inter Europol Competition | Tom Dillmann          | 1:31,528 | +0,801  | 10      |
| 11     | LMP2        | #47 COOL Racing               | Frederik Vesti        | 1:31,568 | +0,841  | 11      |
| 12     | LMP2        | #10 Vector Sport              | Felipe Drugovich      | 1:31,635 | +0,908  | 12      |
| 13     | LMP2        | #23 United Autosports         | Paul di Resta         | 1:31,703 | +0,976  | 13      |
| 14     | LMP2        | #30 Duqueine Team             | James Allen           | 1:31,715 | +0,988  | 14      |
| 15     | LMP2 Pro/Am | #77 Proton Competition        | Giorgio Roda          | 1:32,919 | +2,192  | 15      |
| 16     | LMP2 Pro/Am | #29 Richard Mille by TDS      | Rodrigo Sales         | 1:33,537 | +2,810  | 16      |
| 17     | LMP2 Pro/Am | #83 AF Corse                  | François Perrodo      | 1:33,717 | +2,990  | 17      |
| 18     | LMP2 Pro/Am | #24 Nielsen Racing            | John Falb             | 1:33,919 | +3,192  | 18      |
| 19     | LMP2 Pro/Am | #21 United Autosports         | Daniel Schneider      | 1:34,500 | +3,773  | 19      |
| 20     | LMP2 Pro/Am | #19 Team Virage               | Georgios Kolovos      | 1:34,996 | +4,269  | 20      |
| 21     | LMP2 Pro/Am | #20 Algarve Pro Racing        | Kriton Lendoudis      | 1:35,894 | +5,167  | 21      |
| 22     | LMP2 Pro/Am | #3 DKR Engineering            | Andres Latorre Canon  | 1:36,977 | +6,250  | 22      |
| 23     | LMP3        | #17 COOL Racing               | Manuel Espirito Santo | 1:37,498 | +6,771  | 23      |
| 24     | LMP3        | #4 DKR Engineering            | Wyatt Brichacek       | 1:38,104 | +7,377  | 24      |
| 25     | LMP3        | #12 WTM by Rinaldi Racing     | Oscar Tunjo           | 1:38,195 | +7,468  | 25      |
| 26     | LMP3        | #88 Inter Europol Competition | Pedro Perino          | 1:38,325 | +7,598  | 26      |
| 27     | LMP3        | #35 Ultimate                  | Jean-Baptiste Lahaye  | 1:38,440 | +7,713  | 27      |
| 28     | LMP3        | #15 RLR MSport                | Gaël Julien           | 1:38,472 | +7,745  | 28      |
| 29     | LMP3        | #5 RLR MSport                 | Bailey Voisin         | 1:38,657 | +7,930  | 29      |
| 30     | LMP3        | #31 Racing Spirit of Léman    | Antoine Doquin        | 1:38,736 | +8,009  | 30      |
| 31     | LMP3        | #8 Team Virage                | Gillian Henrion       | 1:38,989 | +8,262  | 31      |
| 32     | LMP3        | #11 Eurointernational         | Adam Ali              | 1:39,349 | +8,622  | 32      |
| 33     | LMGT3       | #85 Iron Dames                | Sarah Bovy            | 1:42,408 | +11,681 | 33      |
| 34     | LMGT3       | #50 Formula Racing            | Johnny Laursen        | 1:43,377 | +12,650 | 37      |
| 35     | LMGT3       | #97 Grid Motorsport by TF     | Martin Berry          | 1:43,411 | +12,684 | 34      |
| 36     | LMGT3       | #59 Racing Spirit of Léman    | Derek DeBoer          | 1:43,586 | +12,859 | 35      |
| 37     | LMGT3       | #63 Iron Lynx                 | Hiroshi Hamaguchi     | 1:43,810 | +13,083 | 36      |
| 38     | LMGT3       | #55 Spirit of Race            | Duncan Cameron        | 1:43,850 | +13,123 | 41      |
| 39     | LMGT3       | #51 AF Corse                  | Charles-Henri Samani  | 1:44,160 | +13,433 | 38      |
| 40     | LMGT3       | #66 JMW Motorsport            | Scott Noble           | 1:44,447 | +13,720 | 39      |
| 41     | LMGT3       | #57 Kessel Racing             | Takeshi Kimura        | 1:44,679 | +13,952 | 40      |
| 42     | LMGT3       | #60 Proton Competition        | Claudio Schiavoni     | 1:44,961 | +14,234 | 42      |
| 43     | LMGT3       | #86 GR Racing                 | Michael Wainwright    | 1:45,435 | +14,708 | 43      |
| Źródła |             |                               |                       |          |         |         |

1. ↑  Zespół #50 Formula Racing został ukarany przesunięciem o trzy miejsca na starcie wyścigu za wyjazd z alei serwisowej przy czerwonym świetle podczas drugiej sesji treningowej[14].
2. ↑  Zespół #55 Spirit of Race został ukarany przesunięciem o trzy miejsca na starcie wyścigu za spowodowanie kolizji z autem #28 IDEC Sport podczas poprzedniej rundy[13].

## Wyścig

### Wyniki
Minimum do bycia sklasyfikowanym (70 procent dystansu pokonanego przez zwycięzców wyścigu) wyniosło 88 okrążeń. Zwycięzcy klas są oznaczeni pogrubieniem.
| Poz.              | Klasa                      | Zespół                                                | Kierowcy                                                | Samochód                       | Opony | Okr. | Czas/Strata  |
| ----------------- | -------------------------- | ----------------------------------------------------- | ------------------------------------------------------- | ------------------------------ | ----- | ---- | ------------ |
| 1                 | LMP2                       | #37 COOL Racing                                       | Lorenzo Fluxá Malthe Jakobsen Ritomo Miyata             | Oreca 07                       | G     | 127  | 4:00:20,026  |
| 2                 | LMP2                       | #14 AO by TF                                          | Jonny Edgar Louis Delétraz Robert Kubica                | Oreca 07                       | G     | 127  | +2,499       |
| 3                 | LMP2                       | #47 COOL Racing                                       | Carl Bennett Ferdinand Habsburg Frederik Vesti          | Oreca 07                       | G     | 127  | +3,159       |
| 4                 | LMP2                       | #43 Inter Europol Competition                         | Sebastián Álvarez Władisław Łomko Tom Dillmann          | Oreca 07                       | G     | 127  | +4,075       |
| 5                 | LMP2                       | #34 Inter Europol Competition                         | Oliver Gray Clément Novalak Luca Ghiotto                | Oreca 07                       | G     | 127  | +9,491       |
| 6                 | LMP2                       | #23 United Autosports                                 | Bijoy Garg Fabio Scherer Paul di Resta                  | Oreca 07                       | G     | 127  | +12,007      |
| 7                 | LMP2                       | #30 Duqueine Team                                     | Niels Koolen Jean-Baptiste Simmenauer James Allen       | Oreca 07                       | G     | 127  | +14,864      |
| 8                 | LMP2 Pro/Am                | #77 Proton Competition                                | Giorgio Roda René Binder Bent Viscaal                   | Oreca 07                       | G     | 127  | +16,120      |
| 9                 | LMP2 Pro/Am                | #20 Algarve Pro Racing                                | Kriton Lendoudis Richard Bradley Alex Quinn             | Oreca 07                       | G     | 127  | +17,115      |
| 10                | LMP2                       | #25 Algarve Pro Racing                                | Matthias Kaiser Olli Caldwell Alexander Lynn            | Oreca 07                       | G     | 127  | +17,585      |
| 11                | LMP2 Pro/Am                | #24 Nielsen Racing                                    | John Falb Colin Noble Nicholas Yelloly                  | Oreca 07                       | G     | 127  | +18,392      |
| 12                | LMP2                       | #9 Iron Lynx – Proton                                 | Jonas Ried Macéo Capietto Matteo Cairoli                | Oreca 07                       | G     | 127  | +19,368      |
| 13                | LMP2 Pro/Am                | #83 AF Corse                                          | François Perrodo Matthieu Vaxivière Alessio Rovera      | Oreca 07                       | G     | 127  | +34,909      |
| 14                | LMP2                       | #22 United Autosports                                 | Filip Ugran Marino Satō Benjamin Hanley                 | Oreca 07                       | G     | 127  | +45,966      |
| 15                | LMP2                       | #27 Nielsen Racing                                    | Benjamin Pedersen William Stevens Gabriel Aubry         | Oreca 07                       | G     | 127  | +49,854      |
| 16                | LMP2                       | #65 Panis Racing                                      | Manuel Maldonado Charles Milesi Arthur Leclerc          | Oreca 07                       | G     | 127  | +58,579      |
| 17                | LMP2 Pro/Am                | #29 Richard Mille by TDS                              | Rodrigo Sales Mathias Beche Grégoire Saucy              | Oreca 07                       | G     | 127  | +1:09,361    |
| 18                | LMP2 Pro/Am                | #19 Team Virage                                       | Georgios Kolovos Raphaël Narac Tristan Vautier          | Oreca 07                       | G     | 126  | +1 okrążenie |
| 19                | LMP2 Pro/Am                | #3 DKR Engineering                                    | Andres Latorre Canon Cem Bölükbaşı Laurents Hörr        | Oreca 07                       | G     | 125  | +2 okrążenia |
| 20                | LMP2                       | #28 IDEC Sport                                        | Nico Pino Reshad de Gerus Job van Uitert                | Oreca 07                       | G     | 125  | +2 okrążenia |
| 21                | LMP3                       | #17 COOL Racing                                       | Miguel Cristóvão Manuel Espirito Santo                  | Ligier JS P320                 | M     | 122  | +5 okrążeń   |
| 22                | LMP3                       | #15 RLR MSport                                        | Michael Jensen Nick Adcock Gaël Julien                  | Ligier JS P320                 | M     | 122  | +5 okrążeń   |
| 23                | LMP3                       | #11 Eurointernational                                 | Matthew Richard Bell Adam Ali                           | Ligier JS P320                 | M     | 122  | +5 okrążeń   |
| 24                | LMP3                       | #12 WTM by Rinaldi Racing                             | Torsten Kratz Leonard Weiss Oscar Tunjo                 | Duqueine M30 – D08             | M     | 122  | +5 okrążeń   |
| 25                | LMP3                       | #4 DKR Engineering                                    | Alexander Mattschull Wyatt Brichacek Guilherme Oliveira | Duqueine M30 – D08             | M     | 122  | +5 okrążeń   |
| 26                | LMP3                       | #8 Team Virage                                        | Julien Gerbi Bernardo Pinheiro Gillian Henrion          | Ligier JS P320                 | M     | 122  | +5 okrążeń   |
| 27                | LMP3                       | #5 RLR MSport                                         | James Dayson Daniel Ali Bailey Voisin                   | Ligier JS P320                 | M     | 121  | +6 okrążeń   |
| 28                | LMGT3                      | #63 Iron Lynx                                         | Hiroshi Hamaguchi Axcil Jefferies Andrea Caldarelli     | Lamborghini Huracán LMGT3 Evo2 | G     | 119  | +8 okrążeń   |
| 29                | LMGT3                      | #85 Iron Dames                                        | Sarah Bovy Rahel Frey Michelle Gatting                  | Porsche 911 GT3 R LMGT3 (992)  | G     | 119  | +8 okrążeń   |
| 30                | LMGT3                      | #60 Proton Competition                                | Claudio Schiavoni Matteo Cressoni Julien Andlauer       | Porsche 911 GT3 R LMGT3 (992)  | G     | 119  | +8 okrążeń   |
| 31                | LMGT3                      | #50 Formula Racing                                    | Johnny Laursen Conrad Laursen                           | Ferrari 296 LMGT3              | G     | 119  | +8 okrążeń   |
| 32                | LMGT3                      | #57 Kessel Racing                                     | Takeshi Kimura Esteban Masson Daniel Serra              | Ferrari 296 LMGT3              | G     | 119  | +8 okrążeń   |
| 33                | LMGT3                      | #86 GR Racing                                         | Michael Wainwright Riccardo Pera Davide Rigon           | Ferrari 296 LMGT3              | G     | 119  | +8 okrążeń   |
| 34                | LMGT3                      | #55 Spirit of Race                                    | Duncan Cameron David Perel Matthew Griffin              | Ferrari 296 LMGT3              | G     | 119  | +8 okrążeń   |
| 35                | LMGT3                      | #97 Grid Motorsport by TF                             | Martin Berry Lorcan Hanafin Jonathan Adam               | Aston Martin Vantage AMR LMGT3 | G     | 119  | +8 okrążeń   |
| 36                | LMGT3                      | #59 Racing Spirit of Léman                            | Derek DeBoer Casper Stevenson Valentin Hasse-Clot       | Aston Martin Vantage AMR LMGT3 | G     | 118  | +9 okrążeń   |
| 37                | LMGT3                      | #66 JMW Motorsport                                    | Scott Noble Jason Hart Ben Tuck                         | Ferrari 296 LMGT3              | G     | 118  | +9 okrążeń   |
| Niesklasyfikowani |                            |                                                       |                                                         |                                |       |      |              |
|                   | LMP3                       | #88 Inter Europol Competition                         | Aleksander Buchańcow Kai Askey Pedro Perino             | Ligier JS P320                 | M     | 111  |              |
| LMP2              | #10 Vector Sport           | Ryan Cullen Stéphane Richelmi Felipe Drugovich        | Oreca 07                                                | G                              | 108   |      |              |
| LMP3              | #31 Racing Spirit of Léman | Jacques Wolff Jean-Ludovic Foubert Antoine Doquin     | Ligier JS P320                                          | M                              | 88    |      |              |
| LMP2 Pro/Am       | #21 United Autosports      | Daniel Schneider Andrew Meyrick Oliver Jarvis         | Oreca 07                                                | G                              | 83    |      |              |
| LMP3              | #35 Ultimate               | François Hériau Jean-Baptiste Lahaye Matthieu Lahaye  | Ligier JS P320                                          | M                              | 61    |      |              |
| LMGT3             | #51 AF Corse               | Charles-Henri Samani Emmanuel Collard Nicolás Varrone | Ferrari 296 LMGT3                                       | G                              | 0     |      |              |

1. ↑  Zespół #29 Richard Mille by TDS został ukarany za spowodowanie kontaktu z autem #83 AF Corse. Karą było doliczenie 5 sekund do czasu, w którym zespół pokonał wyścig[16].
2. ↑  Bernardo Pinheiro nie przejechał minimalnego czasu do zapunktowania[17].

### Statystyki

#### Najszybsze okrążenie
| Klasa       | Kierowca              | Zespół                    | Czas     | Okr. |
| ----------- | --------------------- | ------------------------- | -------- | ---- |
| LMP2        | Alexander Lynn        | #25 Algarve Pro Racing    | 1:32,451 | 120  |
| LMP2 Pro/Am | Grégoire Saucy        | #29 Richard Mille by TDS  | 1:33,400 | 47   |
| LMP3        | Manuel Espírito Santo | #17 COOL Racing           | 1:39,892 | 106  |
| LMGT3       | Jonathan Adam         | #97 Grid Motorsport by TF | 1:42.916 | 114  |
| Źródło      |                       |                           |          |      |